# ホンベツ川
ホンベツ川（ホンベツがわ）は、北海道島牧郡島牧村を流れる二級河川である。

## 流路
島牧村南東部に位置する太平山北側付近に源を発し、北へ流れ日本海に注ぐ。河口部には防潮水門が設けられている。二級河川の指定延長30mは、1997年以降、河川法の定める一級河川・二級河川の中では、長い間最も短い川とされていた。

## 地理
川自体の総延長は源流部から河口まで約9.8kmだが、1993年の北海道南西沖地震の際に高潮被害が出たため1997年に防潮水門を設置。その際に河口から30メートルまでが二級河川に指定された。そこから上流の約9.5kmは現在も河川法の適用されない普通河川である。この記録は、2008年10月21日に和歌山県のぶつぶつ川が二級河川の指定を受けるまで続いていた。しかし、「日本一短い川」であったことは、ぶつぶつ川の指定がニュースになるまで、地元でもほとんど知る人がいなかった。

## 流域の自治体
北海道
後志総合振興局島牧郡島牧村

## 支流
- 成田の沢川

## 主な橋梁
- 小川橋 - 国道229号